# Championnat de France de rugby à XV 1936-1937
Navigation
1935-1936 1937-1938
Le Championnat de France de rugby à XV 1936-1937 est remporté par le CS Vienne qui bat l'AS Montferrand en finale.
Le championnat est disputé par 40 clubs regroupés en huit poules de cinq clubs. Les premiers sont directement qualifiés pour les huitièmes tandis que les seconds et troisièmes sont repêchés en match de barrage. Le tour final s'effectue par élimination sur un match.

## Contexte

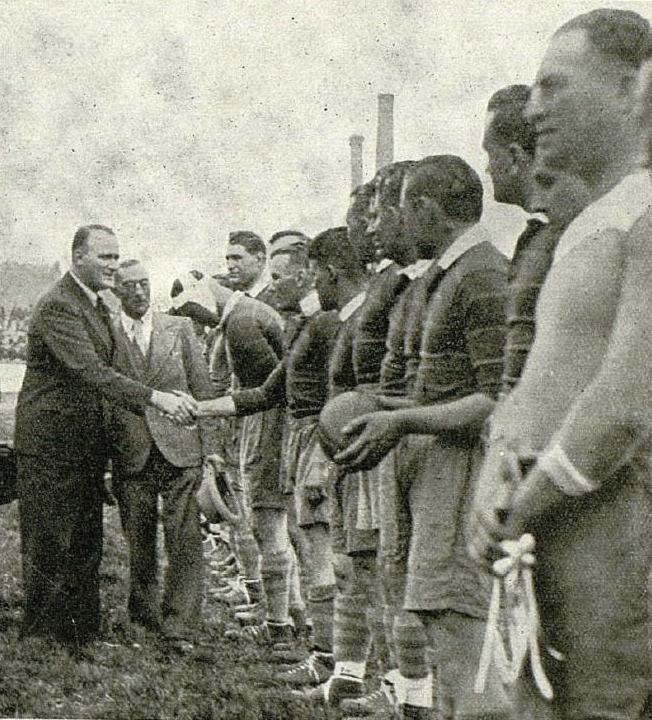
Léo Lagrange à la finale du Championnat 1937.

Le Tournoi britannique 1937 est remporté par l'Angleterre, la France est exclue.
Le Challenge Yves du Manoir est remporté par le Biarritz olympique face à l'USA Perpignan, le 25 avril 1937.
Le Championnat de France de division d'Honneur (deuxième division) est remporté par le SC Decazeville face à l'US Cognac (6 à 3) au stade municipal de Brive, le 25 avril 1937.

## Poules de cinq

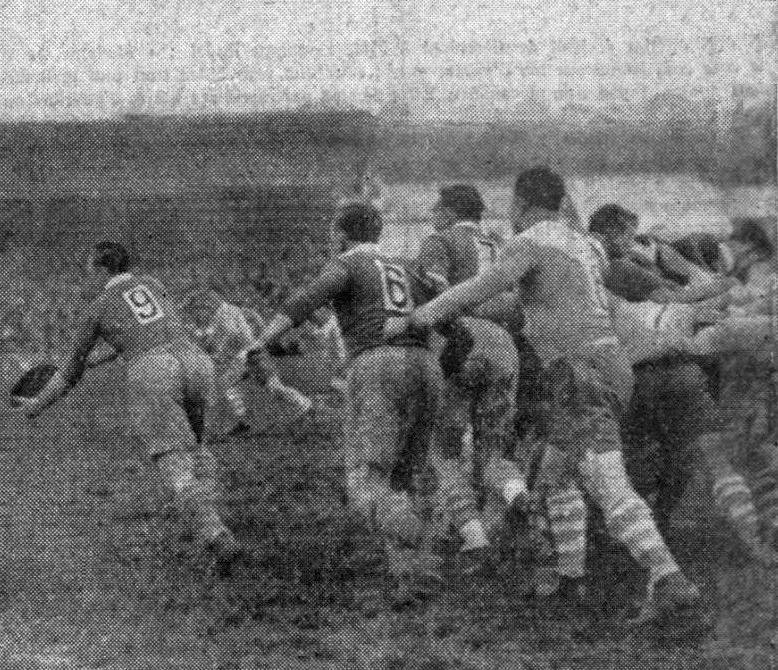
Sortie de mêlée pour le montferrandais Pierre Thiers, le demi de mêlée qui ouvre sur ses lignes arrières.

On indique ci-après les huit poules de cinq, le nom des clubs qualifiés pour les huitièmes de finale sont inscrits en vert, les repêchés sont en orange et les relégués, en division Honneur, en rouge.
En cas d'égalité de points au classement, le départage se fait en fonction du résultat du match entre les deux clubs concernés de la même poule.
Les phases de poules débutent le 20 décembre 1936 et se terminent le 7 février 1937.
| no | Club            | Pts | G | N | V | Diff |
| -- | --------------- | --- | - | - | - | ---- |
| 1  | RC Narbonne     | 12  | 4 | 0 | 0 | +25  |
| 2  | Stade piscénois | 8   | 2 | 0 | 2 | -14  |
| 3  | US Tyrosse      | 8   | 2 | 0 | 2 | +1   |
| 4  | Stade bordelais | 6   | 1 | 0 | 3 | -4   |
| 5  | FC Oloron       | 5   | 1 | 0 | 3 | -8   |

| no | Club           | Pts | G | N | V | Diff |
| -- | -------------- | --- | - | - | - | ---- |
| 1  | AS Montferrand | 12  | 4 | 0 | 0 | +58  |
| 2  | AS Tarbes      | 8   | 2 | 0 | 2 | -17  |
| 3  | Racing CF      | 8   | 2 | 0 | 2 | -9   |
| 4  | AS Souston     | 6   | 1 | 0 | 3 | -22  |
| 5  | AS bortoise    | 6   | 1 | 0 | 3 | -10  |

| no | Club          | Pts | G | N | V | Diff |
| -- | ------------- | --- | - | - | - | ---- |
| 1  | USA Perpignan | 11  | 3 | 0 | 1 | +47  |
| 2  | FC Grenoble   | 10  | 2 | 2 | 0 | +22  |
| 3  | FC Auch       | 8   | 2 | 0 | 2 | -29  |
| 4  | AS Béziers    | 6   | 1 | 0 | 3 | -26  |
| 5  | FC Lyon       | 5   | 0 | 1 | 3 | -14  |

| no | Club             | Pts | G | N | V | Diff |
| -- | ---------------- | --- | - | - | - | ---- |
| 1  | Aviron bayonnais | 11  | 3 | 1 | 0 | +64  |
| 2  | FC Lézignan      | 10  | 2 | 2 | 0 | +14  |
| 3  | CS Vienne        | 9   | 2 | 1 | 1 | +14  |
| 4  | UA Gujan-Metras  | 6   | 1 | 0 | 3 | -24  |
| 5  | UA Libourne      | 4   | 0 | 0 | 4 | -68  |

| no | Club            | Pts | G | N | V | Diff |
| -- | --------------- | --- | - | - | - | ---- |
| 1  | Section paloise | 10  | 3 | 0 | 1 | +21  |
| 2  | Lyon OU         | 9   | 2 | 1 | 1 | +16  |
| 3  | RC Châlon       | 9   | 2 | 1 | 1 | -9   |
| 4  | AS Bayonne      | 8   | 2 | 0 | 2 | 0    |
| 5  | Stade français  | 4   | 0 | 0 | 4 | -68  |

| no | Club               | Pts | G | N | V | Diff |
| -- | ------------------ | --- | - | - | - | ---- |
| 1  | AS Carcassonne     | 12  | 4 | 0 | 0 | +35  |
| 2  | Stadoceste tarbais | 9   | 2 | 1 | 1 | +16  |
| 3  | CA Périgueux       | 8   | 2 | 0 | 2 | -10  |
| 4  | Boucau stade       | 6   | 1 | 0 | 3 | -16  |
| 5  | Stade poitevin     | 5   | 0 | 1 | 3 | -25  |

| no | Club             | Pts | G | N | V | Diff |
| -- | ---------------- | --- | - | - | - | ---- |
| 1  | RC Toulon        | 12  | 3 | 1 | 0 | +20  |
| 2  | Stade toulousain | 9   | 2 | 1 | 1 | +10  |
| 3  | US Thuir         | 8   | 1 | 2 | 1 | +8   |
| 4  | SU Agen          | 8   | 1 | 2 | 1 | -9   |
| 5  | CASG             | 4   | 0 | 0 | 4 | -29  |

| no | Club               | Pts | G | N | V | Diff |
| -- | ------------------ | --- | - | - | - | ---- |
| 1  | CA Bègles          | 9   | 2 | 1 | 1 | -6   |
| 2  | Biarritz olympique | 8   | 1 | 2 | 1 | +4   |
| 3  | FC Brive           | 8   | 2 | 0 | 2 | +10  |
| 4  | CS Lons            | 8   | 2 | 0 | 2 | -4   |
| 5  | Stade nantais      | 7   | 1 | 1 | 2 | -4   |

Victoire : 3 pts / Nul : 2 pts / Défaite : 1 pt.

## Repêchages
Les seconds et troisièmes du classement des poules de cinq s'affrontent dans des matchs de repêchages,. Les rencontres sont joués sur terrains neutres.
| Date            | Club               | Score        | Club        | Lieu                                 |
| --------------- | ------------------ | ------------ | ----------- | ------------------------------------ |
| 21 février 1937 | FC Grenoble        | 12 - 0       | CA Périguex | Stade du Diénat, Montluçon           |
| 21 février 1937 | FC Lézignan        | 9 - 0        | FC Auch     | Parc des sports de Sapiac, Montauban |
| 21 février 1937 | Lyon OU            | 11 - 3       | Racing CF   | Stade municipal, Brive-la-Gaillarde  |
| 21 février 1937 | Stadoceste tarbais | 8 - 3        | US Tyrosse  | Stade de la Croix-du-Prince, Pau     |
| 21 février 1937 | Stade toulousain   | 3 - 0        | FC Brive    | Stade Armandie, Agen                 |
| 21 février 1937 | Biarritz olympique | 0 - 0 (a.p.) | US Thuir    | Stade des Ponts-Jumeaux, Toulouse    |
| 21 février 1937 | AS Tarbes          | 5 - 6        | RC Châlon   | Stade Jean-Laffon, Perpignan         |
| 21 février 1937 | Stade piscénois    | 0 - 3        | CS Vienne   | Stade Saint-Ruf, Avignon             |

À la suite du match nul entre Thuir et Biarritz, il est rejoué le dimanche d'après.
| Date            | Club               | Score | Club     | Lieu                              |
| --------------- | ------------------ | ----- | -------- | --------------------------------- |
| 28 février 1937 | Biarritz olympique | 3 - 6 | US Thuir | Stade des Ponts-Jumeaux, Toulouse |

## Huitièmes de finale
| Date        | Club             | Score  | Club               | Lieu                                              |
| ----------- | ---------------- | ------ | ------------------ | ------------------------------------------------- |
| 7 mars 1937 | USA Perpignan    | 8 - 3  | Stadoceste tarbais | Stade des Ponts-Jumeaux, Toulouse                 |
| 7 mars 1937 | AS Montferrand   | 11 - 5 | US Thuir           | Stade de la Pépinière, Carcassonne                |
| 7 mars 1937 | AS Carcassonne   | 3 - 0  | RC Châlon          | Stade Mayol, Toulon                               |
| 7 mars 1937 | Aviron bayonnais | 0 - 14 | CS Vienne          | Stade Jean-Laffon, Perpignan                      |
| 7 mars 1937 | RC Toulon        | 3 - 14 | Lyon OU            | Stade Lesdiguières, Grenoble                      |
| 7 mars 1937 | RC Narbonne      | 9 - 5  | Stade toulousain   | Parc des sports municipal, Séméac                 |
| 7 mars 1937 | Section Paloise  | 4 - 6  | FC Lézignan        | Stade Armandie, Agen                              |
| 7 mars 1937 | CA Bègles        | 7 - 12 | FC Grenoble        | Parc des sports Marcel-Michelin, Clermont-Ferrand |

## Quarts de finale
| Date         | Club            | Score        | Club           | Lieu                              |
| ------------ | --------------- | ------------ | -------------- | --------------------------------- |
| 21 mars 1937 | AS Carcassonne  | 5 - 6        | AS Montferrand | Stade du Musard, Bègles           |
| 21 mars 1937 | USA Perpignan   | 3 - 0        | FC Grenoble    | Stade Saint-Ruf, Avignon          |
| 21 mars 1937 | CS Vienne       | 7 - 3 (a.p.) | RC Narbonne    | Stade Lesdiguières, Grenoble      |
| 21 mars 1937 | Section Paloise | 0 - 5        | Lyon OU        | Stade des Ponts-Jumeaux, Toulouse |

## Demi-finales
Le tirage au sort des demies a été exécuté par la Fédération française de rugby le 24 mars à Paris.
| Date         | Club           | Score  | Club          | Lieu                                   |
| ------------ | -------------- | ------ | ------------- | -------------------------------------- |
| 4 avril 1937 | AS Montferrand | 3 - 0  | USA Perpignan | Stade des Ponts-Jumeaux, Toulouse      |
| 4 avril 1937 | CS Vienne      | 12 - 4 | Lyon OU       | Parc des sports de Sauclières, Béziers |

## Finale

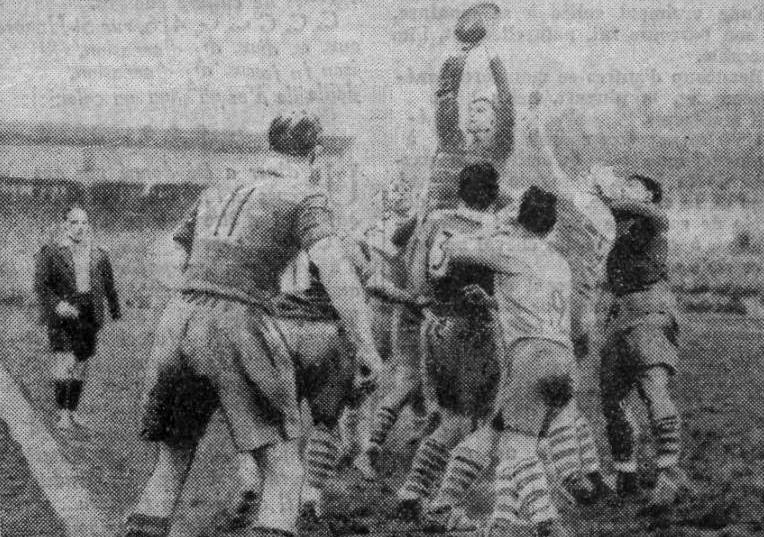
Sur une touche, un avant montferrandais prend possession du ballon.

| Équipes        | CS Vienne - AS Montferrand |
| Score          | 13-7, |
| Date           | 2 mai 1937 |
| Stade          | Stade des Ponts-Jumeaux, Toulouse |
| Arbitre        | Lucien Barbe |
| Les équipes    | |
| CS Vienne      | Benvenuto Sella, Louis Samuel, Jean Delhom, Gabriel Comte, Roland Renz, Germain Daurès, Louis Pallin, Elie Théau, Antoine Laurent, René Vanthier, Jacques Rival, Georges Pepy, Marcel Deygas, Emmanuel Barry, André Puyo                  |
| AS Montferrand | René Lombarteix, Roger Paul, Elie Corporon, Jean-Baptiste Julien, Étienne Dupouy, Michel Monnet, Lucien Cognet, André Rochon, Pierre Thiers, Jean Chassagne, Lucien Plumasson, Louis Courtadon, Joseph Pagès, Marius Bellot, Maurice Savy |
| Points marqués | |
| CS Vienne      | 3 essais par Deygas, Pallin, Sella 2 transformations de Rival |
| AS Montferrand | 1 pénalité de Thiers 1 drop de Chassagne |